# Tipula nicothoe
Tipula nicothoe är en tvåvingeart som beskrevs av Alexander 1953. Tipula nicothoe ingår i släktet Tipula och familjen storharkrankar. Inga underarter finns listade i Catalogue of Life.